# اورت مک‌گیل
اِوِرِت مک‌گیل (انگلیسی: Everett McGill؛ زادهٔ ۲۱ اکتبر ۱۹۴۵) هنرپیشه اهل ایالات متحده آمریکا است که بین سال‌های ۱۹۷۴ تا ۱۹۹۹ میلادی فعالیت می‌کرد.
از فیلم‌ها یا برنامه‌های تلویزیونی که در آن نقش داشته می‌توان به تل‌ماسه، جواز قتل، داستان استریت، جستجو برای آتش و توئین پیکس: با من بر آتش برو اشاره کرد.